# Lijst van voetbalinterlands Argentinië - Nieuw-Zeeland (vrouwen)
Deze lijst van voetbalinterlands is een overzicht van alle officiële voetbalinterlands tussen de nationale vrouwenteams van Argentinië en Nieuw-Zeeland. De landen hebben tot nu toe zes keer tegen elkaar gespeeld. 

## Wedstrijden
| № | Plaats       | Datum            | Competitie          | Wedstrijd                  | Uitslag |
| - | ------------ | ---------------- | ------------------- | -------------------------- | ------- |
| 1 | Buenos Aires | 25 maart 2000    | Vriendschappelijk   | Argentinië − Nieuw-Zeeland | 2 − 1   |
| 2 | Buenos Aires | 27 maart 2000    | Vriendschappelijk   | Argentinië − Nieuw-Zeeland | 1 − 1   |
| 3 | Suwon        | 16 juni 2008     | Vriendschappelijk   | Argentinië − Nieuw-Zeeland | 0 − 1   |
| 4 | Brisbane     | 3 maart 2019     | Cup of Nations 2019 | Argentinië − Nieuw-Zeeland | 0 − 2   |
| 5 | Hamilton     | 20 februari 2023 | Vriendschappelijk   | Nieuw-Zeeland − Argentinië | 0 − 2   |
| 6 | Auckland     | 23 februari 2023 | Vriendschappelijk   | Nieuw-Zeeland − Argentinië | 0 − 1   |

## Samenvatting
| Competitie        | Totaal gespeeld | Winst Argentinië | Gelijk | Winst Nieuw-Zeeland | Doelsaldo Argentinië – Nieuw-Zeeland |
| ----------------- | --------------- | ---------------- | ------ | ------------------- | ------------------------------------ |
| Cup of Nations    | 1               | 0                | 0      | 1                   | 0 − 2                                |
| Vriendschappelijk | 5               | 3                | 1      | 1                   | 6 − 3                                |
| Totaal            | 6               | 3                | 1      | 2                   | 6 − 5                                |

AFA · A-internationals · Argentijns mannenelftal
1971 – 1999 · 2000 – 2009 · 2010 – 2019 · 2020 – 2029
Australië ·
Bolivia ·
Brazilië ·
Canada ·
Chili ·
China ·
Colombia ·
Costa Rica ·
Denemarken ·
Dominicaanse Republiek ·
Duitsland ·
Ecuador ·
El Salvador ·
Engeland ·
Guatemala ·
Italië ·
Japan ·
Mexico ·
Nicaragua ·
Nieuw-Zeeland ·
Panama ·
Paraguay ·
Peru ·
Polen ·
Schotland ·
Spanje ·
Trinidad en Tobago ·
Uruguay ·
Venezuela ·
Verenigde Staten ·
Zuid-Afrika ·
Zuid-Korea ·
Zweden